# Shqipnia (1919)
Shqipnia – albańska kanonierka z okresu międzywojennego. Okręt zamówiony został dla Kaiserliche Marine jako szesnasty trałowiec  typu FM pod nazwą SMS FM 16, jednak nie zdążył wejść do służby przed końcem I wojny światowej. Został zwodowany w 1919 roku w stoczni Schiffswerft Übigau w Dreźnie, po czym w marcu 1920 roku wstrzymano jego budowę. Jednostkę ukończono na zamówienie Albanii i weszła do służby w Marynarce Wojennej w 1922 roku. Okręt został skreślony z listy floty w 1935 roku.

## Projekt i budowa
SMS FM 16 był jednym z kilkudziesięciu małych przybrzeżnych trałowców typu FM (niem. Flachgehende Minensuchboote), będących zmniejszoną wersją pełnomorskich trałowców typu M.
FM 16 budowany był w stoczni Schiffswerft Übigau w Dreźnie na zamówienie Kaiserliche Marine. Został zwodowany w 1919 roku, już po zakończeniu działań wojennych. W marcu 1920 roku wstrzymano prace wykończeniowe. Roboty wznowiono po zakupie okrętu przez Albanię i ukończono je w 1922 roku.

## Dane taktyczno-techniczne
Okręt był małym, wykonanym ze stali przybrzeżnym trałowcem. Długość całkowita wynosiła 43 metry (41,8 m na konstrukcyjnej linii wodnej), szerokość 6 metrów i zanurzenie 1,4 metra (maksymalne 1,68 metra). Wyporność standardowa wynosiła 170 ton, zaś pełna 193 tony. Okręt napędzany był przez dwie maszyny parowe potrójnego rozprężania o mocy 600 koni mechanicznych (KM), do której parę dostarczał jeden kocioł typu Marine. Dwuśrubowy układ napędowy pozwalał osiągnąć prędkość 14 węzłów. Okręt zabierał zapas 32 ton węgla, co zapewniało zasięg wynoszący 650 Mm przy prędkości 14 węzłów.
Pierwotne uzbrojenie jednostki stanowiło jedno działo pokładowe kal. 88 mm L/30 C/08. Wyposażenie uzupełniał trał; okręt był też przystosowany do stawiania min. Załoga okrętu składała się z 35 oficerów, podoficerów i marynarzy.

## Służba
Po zakupie okrętu przez Albanię (wraz z bliźniaczą jednostką „Skënderbeg”), w 1922 roku wcielono go do służby w Forca Detare Shqiptare pod nazwą „Shqipnia” (Albania w dialekcie gegijskim). Okręt był klasyfikowany jako kanonierka. Jednostka została skreślona z listy floty w 1935 roku.